# HANA (暮部拓哉の曲)
「HANA」（ハナ）は、2008年2月・3月に、NHKの音楽番組『みんなのうた』で放送された楽曲。作詞・作曲：暮部拓哉、編曲：羽岡佳、歌：暮部拓哉。